# جری فیلدینگ
جری فیلدینگ (انگلیسی: Jerry Fielding؛ ۱۷ ژوئن ۱۹۲۲ – ۱۷ فوریهٔ ۱۹۸۰) یک موسیقی‌دان اهل ایالات متحده آمریکا بود.
از فیلم‌ها یا مجموعه‌های تلویزیونی که وی در آن‌ها نقش داشته است می‌توان به مک‌میلان و همسرش و زن بیونیک (زن اتمی) اشاره نمود.